# Алтайский научно-исследовательский институт технологии машиностроения
Алта́йский нау́чно-иссле́довательский институ́т техноло́гии машинострое́ния (АНИТИМ) — региональный центр научных исследований, профилем которого являлись научно-исследовательские и опытно-конструкторские работы в области сельхозмашиностроения Алтайского края.

## История
Ускоренные темпы развития машиностроения в Алтайском крае во второй половине пятидесятых годов вызвали необходимость создания регионального центра научных исследований для разработки и внедрения в производство прогрессивных технологических процессов, в связи с чем согласно распоряжению Совета министров РСФСР № 5795-р от 2 ноября 1957 года «О реорганизации Сибирского филиала НИИТракторосельхозмаш, расположенного в городе Барнауле, в самостоятельную научно-исследовательскую единицу — институт» и постановлению Совета народного хозяйства Алтайского экономического административного района № 61 от 21 ноября 1957 года на базе Сибирского филиала НИИтракторсельхозмаш был создан Алтайский научно-исследовательский и проектно-технологический институт тракторного и сельскохозяйственного машиностроения (головная организация в Барнауле, филиал — в Рубцовске), до 1965 года находившийся в ведении Алтайского и Кузбасского совнархозов, впоследствии перешедший в распоряжение Министерства тракторного и сельскохозяйственного машиностроения СССР и в 1966 году переименованный в «Алтайский научно-исследовательский институт технологии машиностроения».
Основными направлениями деятельности института были определены научные исследования с целью создания прогрессивных технологических процессов в машиностроении, создание эффективных средств организации труда, комплексная автоматизация и механизация производства, изготовление опытных образцов нового технологического оборудования, средств механизации и автоматизации производственных процессов, внедрение автоматических линий производства деталей, разработка планов комплексного развития и технического перевооружения предприятий, оказание технической помощи заводам отрасли тракторного и сельскохозяйственного машиностроения в области внедрения и освоения новых изделий и технологий.
Изначально институт размещался в одном из корпусов Барнаульского завода геологоразведочного оборудования и включал в себя металлургическое и проектно-технологическое отделение, конструкторский отдел по проектированию нестандартного оборудования для механизации и автоматизации производственных процессов, участок точных приборов и экспериментальный участок.
В 1958 году Совнархоз принял решение об организации на тех же площадях Опытного завода АНИТИМ — самостоятельной структурной единицы с правами социалистического предприятия для изготовления нестандартного технологического оборудования по разработкам института.
В 1969 году силами треста «СтройГАЗ» при содействии сотрудников института начато инженерного корпуса АНИТИМ и корпуса Опытного завода, по окончании строительства ранее занимаемые площади были отданы под лаборатории, мастерские и производственные участки.
С 1967 года АНИТИМ является ведущей организацией отрасли тракторного и сельскохозяйственного машиностроения по санитарной обработке деталей, консервации и упаковке..
В 1970 году институт переходит в подчинение Главного управления тракторной промышленности Министерства тракторного и сельскохозяйственного машиностроения СССР.
С 1974 года АНИТИМ становится ведущей организацией по сварке, холодной штамповке и новым материалам.
В 1977 году на базе института создается самостоятельная конструкторская организация — специализированное проектно-конструкторское и технологическое бюро (СПКТБ) по холодноштамповочному и сварочному оборудованию (директор В. С. Титаренко, заместитель директора А. Е. Самохвалов, главный инженер Л. Ф. Лесков, руководители подразделений Л. К. Подшивалов, Г. С. Тагильцев, В. И. Перфильев). На основании приказа министра тракторного и сельскохозяйственного машиностроения СССР № 283 от 12 августа 1988 года СПКТБ ликвидировано с передачей его функций и отделов институту.
В 1982 году создано научно-производственное объединение «АНИТИМ», в которое вошли: Алтайский научно-исследовательский институт технологии машиностроения — головная организация, СПКТБ по холодноштамповочному н сварочному оборудованию, Опытный завод АНИТИМ и опытно-экспериментальный завод средств механизации и автоматизации холодноштамповочного и сварочного оборудования в селе Гилёво Алтайского края. На основании приказа министра тракторного и сельскохозяйственного машиностроения СССР № 235 от 10 ноября 1981 года и приказа директора института № 86 от 17 мая 1982 года. С 1 сентября 1982 года НПО «АНИТИМ» стало действовать как юридическое лицо..
22 ноября 1991 года НПО «АНИТИМ» преобразовано в научно-производственное предприятие «АНИТИМ» с подчинением Министерству промышленности РСФСР.
В 1992 году НПП «АНИТИМ» в соответствии с Указом Президента Российской Федерации № 721 от 1 июня 1992 года «Об организационных мерах по преобразованию государственных предприятий и добровольных объединений в акционерные общества» и на основании приказа директора предприятия № 98 от 12 декабря 1992 года реорганизовано в акционерное общество открытого типа «АНИТИМ» с подчинением его Департаменту тракторного и сельскохозяйственного машиностроения РФ.
На основании постановления администрации Октябрьского района города Барнаула Алтайского края № 82/35 от 13 июня 1996 года в 1996 году АООТ «АНИТИМ» переименовано в ОАО «АНИТИМ».
В 2005 году ОАО «АНИТИМ» вошло в состав холдинга ОАО СПП «СтройГАЗ».
С 2010 года ОАО «АНИТИМ» входит в состав Алтайского кластера аграрного машиностроения.
В сентябре 2017 года ОАО «АНИТИМ» вошло в состав группы компаний «Алмаз».

## Руководство
Первым директором АНИТИМ был И. Г. Лукин, до назначения занимавший пост главного технолога Алтайского тракторного завода(1957—1960), директором Рубцовского филиала — лауреат Государственной(Сталинской) премии СССР, кандидат технических наук И. З. Ясногородский (одновременно являлся заместителем директора АНИТИМ по научной работе).
В дальнейшем пост директора занимали несколько человек, в том числе Б. В. Докторов, до назначения — директор Барнаульского радиозавода (1960—1963), Б. А. Баринов (1963—1971), Л. В. Маркин (1971—1975), Н. Д. Банников (1975), В. К. Маслов (1975—1987).
В 1987 году на конференции трудового коллектива генеральным директором НПО «АНИТИМ» избран заведующий научно-исследовательским отделом сварочных технологий В. А. Бородин (приказ министра о назначении от 23 февраля 1987 года), занимавший этот пост до 1997 года, с 1997 по 2005 год этот пост занимал А. А. Максимов, с 2005 года по настоящее время генеральным директором ОАО «АНИТИМ» является С. В. Омельченко.
Первым директором Опытного завода был Г. З. Локшин, впоследствии эту должность занимали Б. Н. Утробин, Д. Г. Ерофеев, Б. А. Сабуров, В. И. Барыкин, И. Д. Русских и другие руководители.
Первым главным инженером Опытного завода был А. Н. Окунев, с 1981 по 1985 год эту должность занимал В. А. Бородин, руководителями технического отдела в разное время являлись Н. Н. Хлопов, Н. В. Масленников, Е. Н. Скорокодонский.

## Кадры
Формирование коллектива института началось с привлечения к работе опытных специалистов с крупнейших предприятий Барнаула и Рубцовска: Барнаульского завода транспортного машиностроения, Алтайского моторного, Барнаульского котельного и Алтайского тракторного заводов — И. П. Антипова, С. Е. Гаинцева, Ю. А. Кудряшова, В. И. Перфильева, А. Е. Самохвалова, И. К. Усикова, лауреата Сталинской премии Х. Я. Тейтельбаума, И. З. Ясногородского, и молодых инженеров — выпускников Алтайского института сельскохозяйственного машиностроения, в том числе Т. С. Антоновой, В. И. Беловой, В. П. Борисова, М. С. Грешных, Н. Н. Ивановой, А. И. Осколкова, Г. А. Рыбочкина, В. С. Стрельченко, А. С. Торхова, Б. П. Шихова, Н. А. Шмакова, Г. Г. Шмаковой и других, которые впоследствии стали ведущими специалистами, руководителями отделов и служб АНИТИМ.
Умелый подбор и грамотная расстановка кадров способствовали хорошему старту АНИТИМ, успешной передаче опыта ветеранов производства молодым специалистам, их быстрому росту, и в течение шести лет был создан коллектив, способный успешно сочетать работы по производственной тематике и заданиям Министерства тракторного и сельскохозяйственного машиностроения с научными исследованиями перспективных направлений технологии машиностроения. Работа института в дальнейшем базировалась на кадровом фундаменте, созданном в период его становления и признания в качестве научно-исследовательской организации, способной на должном уровне решать поставленные перед ней задачи.
Значительный вклад в деятельность АНИТИМ внесли А. А. Боль, М. Г. Вялков, П. А. Жужгов (заместители директора по научной части), С. П. Тюкалов (заместитель директора по общим вопросам), руководители отделений, отделов, лабораторий, мастерских и служб института В. М. Андрианов, Т. С. Антонова, М. В. Бедарев, В. И. Белова (председатель месткома профсоюза работников автомобильного и сельскохозяйственного машиностроения), А. Н. Боровков, И. И. Бродский, В. Л. Будревич, И. Ф. Деев, В. К. Доценко, К. М. Зеров, В. В. Иванченко, В. А. Канцеров, В. Н. Коваль, Н. Н. Лукин (секретарь комсомольской организации), В. А. Мальцев, В. И. Перфильев (секретарь партийного комитета), Ю. В. Польгуев, Г. А. Рыбочкин, В. В. Самарин, Ф. П. Сигарев, А. С. Торхов, С. Г. Цыбочкин, В. А. Черный, Г. Г. Черных, И. Г. Шилов, Е. Ф. Шульц, Н. А. Эйдукайтене и многие другие руководители, научные сотрудники, лаборанты и рабочие института и Опытного завода.
Для развития института, укрепления его авторитета и становления как научной организации многое сделал Б. А. Баринов. В период его руководства увеличилась численность сотрудников института, принято решение о создании собственной научно-лабораторной и производственной базы (проектировании и строительстве инженерного корпуса и корпуса Опытного завода), начато его осуществление, налажена совместная работа с Сибирским отделением Академии наук СССР, научными учреждениями и предприятиями Москвы, Ленинграда, Сталинграда, Харькова, Челябинска, Ростова-на-Дону, Новокузнецка, институт получил статус головной организации отрасли по санитарной обработке деталей, консервации и упаковке, было положено начало подготовке собственных научных кадров, создание соискателям учёной степени кандидата технических наук условий для поступления в аспирантуру.

## Деятельность

### АНИТИМ

#### 1957—1975
Первые годы работы института — время роста, формирования, укрепления и структуризации его коллектива, закладки кадрового и научного фундамента, установления связей с заводами отрасли тракторного и сельскохозяйственного машиностроения, изучения проблем, стоящих перед ними, и поиск путей их решения совместно со специалистами этих предприятий, оказания им технической помощи в разработке технологических процессов и оснастки для вновь осваиваемой продукции, организации совместной работы с Сибирским отделением Академии наук СССР, ведущими научными учреждениями и предприятиями Советского Союза и странами СЭВ, период роста научно-технического потенциала института, начала подготовки научных кадров, расширения поисковой тематики, создания собственной научно-лабораторной и производственной базы, задела на будущее и становления АНИТИМ как учреждения прикладной науки, способного определять ход научно-технического прогресса в машиностроении и решать актуальные проблемы, стоящие перед ним.
В ходе выполнения мероприятий по комплексной автоматизации и механизации производства и работ техническим заданиям, хозяйственным договорам и Государственному заказу, направленных на техническое перевооружение предприятий отрасли с целью повышения технического уровня производства за счет внедрения более совершенной техники, технологий, материалов и организации работ в основном и вспомогательном производствах, сотрудники института разработали и внедрили в действующее производство 46 автоматических линий по производству заготовок и деталей различного назначения (в том числе автоматические линии промывки, консервации и упаковки, безопочной формовки, изготовления литейных стержней отливки блока цилиндров), технологии и оборудование для холодной листовой штамповки, очистки и термообработки отливок в расплавах солей, разработали промышленную технологию получения деталей методом порошковой металлургии и приняли участие в пусконаладочных работах при запуске первого в крае цеха порошковой металлургии, сконструировали и изготовили ряд стендов для испытаний, проверки и регулировки топливной аппаратуры, разработали конструкцию многооборотной тары — контейнеров для транспортировки метизов из старых автопокрышек, телеметрические установки для дистанционного контроля для проверки работы деталей, узлов и агрегатов, технологию упрочняющей и антикоррозионной обработки деталей — оксикарбонитрации, обеспечивающую оптимальное сочетание служебных свойств стальных и чугунных деталей. Разработаны и усовершенствованы новые виды сварки — лазерная, электронно-лучевая, трением, плазменная, индукционная, создано оборудование для производства сварки с использованием этих технологий, велись разработки перспективных направлений в технологии машиностроения — сварке взрывом, холодноштамповочному производству, пластическому деформированию, холодной и полугорячей объёмной штамповке, плазменной резке, индукционной наплавке и другим упрочняющим технологиям..
Благодаря значительному объему работ, выполненных для предприятий Алтайского края (Алтайского моторного и тракторного заводов, Барнаульского завода транспортного машиностроения, Барнаульского котельного завода, Алтайского завода агрегатов, Барнаульского шинного завода, Барнаульского аппаратурно-механического завода, завода «Алтайсельмаш» и других предприятий) и успехам, достигнутым в разработке прогрессивных и усовершенствовании существующих технологий, разработке конструкции и изготовлению приспособлений, приборов и установок для их реализации, создании новых материалов, оперативности в решении сложных задач, выполнению заявок в оптимальные сроки и действенной помощи сотрудников института, оказываемой краевым предприятиям отрасли как в освоении новой техники и новых технологий, созданных по разработкам института, так и в расшивке узких мест при производстве и эксплуатации производимой ими продукции, определяемых несовершенством технологических процессов или применяемых материалов, АНИТИМ приобрел большую популярность, и его заказчиками стали заводы не только Зауралья и Западной Сибири, но и других регионов Советского Союза. Разработки института были внедрены в производство на предприятиях Алма-Аты, Владимира, Красноярска, Куйбышева, Курска, Москвы, Ногинска, Павлодара, Ростова-на-Дону, Сталинграда, Таганрога, Тольятти, Харькова, Чебоксар, Челябинска и многих других городов со значительным экономическим эффектом, достигнутым за счет улучшения условий труда и его производительности, снижения трудоемкости изготовления заготовок и деталей, достижения значительной экономии металла и условного высвобождения рабочих.
В 1971 году в АНИТИМ было положено начало комплектованию патентного фонда по вопросам, связанным с консервацией, расконсервацией, упаковкой и очисткой деталей. К 1974 году он охватывал патенты США, Япония, Англия, Германия, Швеция в глубину до 50 лет и насчитывал 132300 единицы.
Наиболее значимыми разработками этого периода являются:
- Разработка и внедрение в производство технологии и оборудования (установка К-314) для полугорячей точной безоблойной объёмной штамповки (высадки) заготовок деталей стержневого типа[2].
- Создание и внедрение в производство уникальных, не имеющей аналогов в стране и за рубежом технологии и оборудования для холодного пластического деформирования — многопроходного продольного накатывания осесимметричных крупномодульных профилей (безотходного накатывания шлицев, зубьев и раскатывания деталей стержневого типа), запатентованная в США, ФРГ, Швейцарии, Японии[2][6][10].

Технология создавалась «с яйца» в течение двенадцати лет творческим коллективом отдела пластической обработки металлов в составе В. И. Гомлякова, В. И. Евтушенко, А. Ф. Керекеши, Л. К. Копосовой, Е. А. Панова, Г. А. Рыбочкина, В. С. Стрельченко, А. С. Торхова, Я. А. Фавинского, А. С. Холюсева, И. Г. Шихова. Работа начата в 1962 году, автор идеи — И. К. Усиков.
- Применение технологии сварки взрывом для плакирования криволинейных поверхностей и изготовления коррозионностойких биметаллических заготовок.

В 1964 году считалось достижением сварить взрывом два плоских листа площадью 1 м2 со сплошностью соединения 95 %. Сотрудники АНИТИМ Ю. И. Апаликов, Г. А. Вольферц, Ю. А. Конон, Л. Б. Первухин во главе с Б. Д. Цемаховичем успешно решили задачу плакирования ответственных деталей с криволинейной поверхностью и значительной площадью со сплошностью соединения 99 %. Работы начались в 1963 году.(2). Технология запатентована в США, ФРГ, Франции, Швеции.

#### 1976—1986
В связи со сложившейся в отрасли ситуацией (необходимостью снижения материалоёмкости изделий в штамповочном, сварочном и литейном производствах) и дефицитом рабочих кадров в 1974 году АНИТИМ становится ведущей организацией отрасли по сварке, холодной штамповке и новым материалам. Перед институтом поставлена задача найти и реализовать пути совершенствования парка холодноштамповочного и сварочного оборудования, разработать долгосрочные программы по внедрению эффективных технологических процессов и оборудования в производство.
В течение 1975 года были завершены работы по прежней специализации института, началась переориентация научно-исследовательских и опытно-конструкторских работ на новые направления, что вызвало необходимость проведения изменений в его структуре — упразднения некоторых отделов и лабораторий и создания отделений холодноштамповочного производства, сварки и новых материалов, руководители которых являлись заместителями директора института по направлениям, были созданы научно-исследовательские подразделения упрочняющих технологий, в частности отдел индукционной наплавки, получило развитие новое направление — комплексная автоматизация и создание программируемого оборудования. Реструктуризация совпала по времени с приходом нового руководства института — директора В. К. Маслова (опытного партийного и профсоюзного работника) и заместителя директора по научной работе А. А. Боля, ранее работавшего на заводе «Алтайсельмаш». Новая структура начала действовать в 1977 году и сохранялась вплоть до начала в стране экономических реформ.
Среди наиболее значимых разработок этого времени — комплексные автоматические линии промывки и консервации поршневых пальцев, внедрённая на Владимирском тракторном заводе и Алма-Атинском заводе «Поршень», автоматическая линия мойки консервации и упаковки клапанов, внедрённая на Куйбышевском заводе клапанов, автоматические установки упаковки деталей и узлов топливной аппаратуры, внедрённые на Алтайском моторном заводе, Ногинском заводе топливной арматуры, Курском заводе запасных частей и Челябинском тракторостроительном объединении, моечные автоматические машины с программным циклом для мойки шатунов блоков цилиндров, коленчатых валов и лентообвязочные упаковочные автоматы.
К середине восьмидесятых годов в НПО «АНИТИМ» наметилось отставание от требований промышленности по созданию современных технологий и оборудования для фасонной, плазменной и лазерной резки металлопроката, наметилась стагнация в развитии поисковых научных исследований, организация научно-исследовательских работ приобрела застывшие формы, которые не соответствовали характеру творческого труда, научно-технический потенциал НПО «АНИТИМ» начал топтаться на месте, практически перестала развиваться лабораторная база исследований и совершенствования их методики, постепенно развивался процесс отчуждения непосредственных исполнителей от принятия решений в ходе выполнения научно-исследовательских работ, а также их результатов. Несмотря на многолетние поисковые научно-исследовательские работы по созданию промышленных упрочняющих технологий плазменного напыления не было создано новых технологий и специализированного оборудования, после бурного развития технологии индукционной наплавки рабочих органов сельскохозяйственных машин и широкого внедрения её на заводах отрасли у ее разработчиков наступил творческий кризис. Отсутствовали задельные работы, расширяющие области применения индукционной наплавки, спрос заводов на традиционную технологию упал, возникла угроза дробления научно-производственного потенциала НПО «АНИТИМ» на мелкие фирмы, беспокоил возможный выход из объединения Опытного завода.

#### 1987—1997
С целью ликвидации сложившейся в научно-производственном объединении ситуации было проведено организационное реформирование объединения, определена стратегия проведения НИОКР и определены их приоритетные направления с учетом новых требований промышленности, признано необходимым изменить сложившуюся практику выполнения научно-исследовательских работ с предоставлением права создания отдельных свободно-формируемых творческих коллективов с организационной и экономической самостоятельностью. и приняты меры для расширения производственных возможностей опытно-экспериментального производства. Значительное внимание было уделено решению социальных проблем коллектива объединения.
В феврале 1987 года в НПО «АНИТИМ» прошла первая на предприятиях Министерства тракторного и сельскохозяйственного машиностроения и в Алтайском крае конференция трудового коллектива по выборам генерального директора. На эту должность был избран заведующий НИО сварочных технологий, бывший главный инженер Опытного завода, к. т. н. Владимир Андреевич Бородин, впоследствии неоднократно переизбиравшийся в связи с изменениями организационно-правовой формы и Устава НПО «АНИТИМ».
Новые разработки за этот период, получившие признание промышленных предприятий — создание гибких технологических систем. в том числе комплекса оборудования с числовым программным управлением для плазменной резки листового проката с использованием средств ЧПУ с программной адаптацией, в содружестве с Московским НИИ «ВНИИАВТОГЕНМАШ» — оборудования термического раскроя с ЧПУ на уровне лучших зарубежных аналогов, магнитно-копировальной переносной машины плазменной резки «Контур-500», источников питания для ручной и механизированной резки «Плазма», гибких производственных модулей объёмной штамповки и профильной прокатки, технологии и оборудования для накатывания зубьев шестерен, изготовлению шестерен из спечённых материалов, нанесению упрочняющих покрытий — плазменного, детонационно-газового напыления и индукционной наплавки рабочих органов сельскохозяйственных машин, технологии и оборудования для упрочнения деталей физико-химическими методами в расплавах солей, создание и производство сварочных роботов и роботизированных комплексов.

#### 1998—2017
В связи с продолжающимся застоем в машиностроительном производстве и отсутствием спроса на научно-технические разработки в конце девяностых годов привело к остановке работы ОАО «АНИТИМ» и поставило его перед необходимостью перепрофилирования деятельности. В 1999 году руководством научно-производственного предприятия было принято решение о сдаче части площадей опытно-экспериментального производства в аренду и выпуске сельскохозяйственных машин и запасных частей к ним на оставшихся площадях. Эти меры оказались недостаточными для выхода из кризиса, финансовое состояние ОАО продолжало ухудшаться, нерегулярно выплачивалась заработная плата, росла задолженность по платежам, возникла угроза запуска процедуры банкротства. В 2005 году акционерами было принято решение о смене руководства — генеральным директором избран Омельченко С. В., перед которым была поставлена задача вывода АНИТИМ из предбанкротного состояния.
Сформированный им коллектив руководителей и специалистов в результате анализа предложения и спроса на почвообрабатывающую технику установил наличие потребности производителей сельскохозяйственной продукции в нескольких видах сельскохозяйственной техники, была разработана конструкторская документация и начато их производство, что позволило снизить остроту ситуации.
В настоящее время ОАО «АНИТИМ» — флагман Алтайского кластера аграрного машиностроения, финансово устойчивое, стабильно развивающееся предприятие, имеющее твердую основу для будущих свершений.
Разработки последних лет — создание технологий и оборудования, ориентированных на гибкое многономенклатурное производство — высокоэффективная техника для резки и сварки металла, уникальное оборудование для сварки трением, установки для сборки узлов сельскохозяйственных машин, создание технологий и оборудования для производства новых строительных материалов, переработки древесины и растительного сырья.

### Рубцовский филиал института
Создан на базе центрального научно-исследовательского бюро по электролитному нагреву при Алтайском тракторном заводе.
К концу шестидесятых годов являлся ведущей научной организацией отрасли по разработке и внедрению новых технологических процессов и оборудования в области литейного и кузнечного производства, электрохимических и электрофизических методов обработки деталей. Сотрудниками филиала созданы автоматические устройства для нагрева в электролите, приборы активного контроля хода технологического процесса, автоматы для ультразвуковой очистки прецизионных деталей, станки для горячей накатки роликов опорных катков трактора, клиновой прокатки заготовок осей и валов, получено 35 авторских свидетельств.
В 1976 году преобразован в Рубцовский проектно-конструкторский и технологический институт тракторостроения (РПКТИ) для обслуживание предприятий всесоюзного производственного объединения «Союзпромтрактор», расположенных в Зауралье, Западной Сибири и Средней Азии, вошедший впоследствии в объединение компаний «Алмаз».

### Опытный завод
Комплектование завода оборудованием и кадрами началось в 1958 году, в следующем году были выполнены первые заказы — изготовлено термическое оборудование, средства механизации сборочных и холодноштамповочных работ.
В 1971 году сдан новый производственный корпус площадью 5500 тысяч м2. Введены заготовительный, кузнечно-термический, гальванический, электромонтажный и механосборочный участки, установлено более 120 единиц технологического оборудования, расширен экспериментальный участок в старом корпусе. Создание собственной производственной базы совместно с комплектованием Опытного завода современным оборудованием и внедрение новых технологических процессов позволило приступить к изготовлению более сложного оборудования для заводов отрасли — профильнонакатных станков, установок для полугорячей объемной штамповки, линий плазменной резки, автоматических линий и роботизированных комплексов для холодноштамповочных и сварочных работ, сократить сроки и повысить качество продукции в условиях единичного многономенклатурного производства.
В 1984 году по инициативе руководства НПО «АНИТИМ» принято решение о строительстве нового Опытного завода, в институте «Сибгипросельхозмаш» начаты работы по проектированию.
В 1987 году на заводе открыт филиал производственно-технического училища по подготовке токарей-универсалов, фрезеровщиков и слесарей-сборщиков. В учебном процессе принимали участие сотрудники завода и института.

## Достижения
За время существования АНИТИМ как самостоятельного субъекта прикладной науки стали обладателями ученых степеней кандидата технических наук 45 человек, доктора технических наук — три человека (Б. Д. Цемахович, Ю. А. Конон, Л. Б. Первухин), доктора экономических наук — один человек (В. А. Бородин), опубликовано две монографии и более 2000 научных статей.
Многие сотрудники института — Т. А. Алёнкина, Н. М. Баринова, И. И. Бродский, В. К. Доценко, В. А. Марченко, А. С. Мушаков, А. П. Полуденнов, Ю. В. Польгуев, С. М. Поправченко, О. К. Севрук, М. А. Смагин, Р. А. Углянская, Г. П. Червоткин, В. А. Черный, Г. Г. Черных, Е. Ф. Шульц и другие стали авторами и соавторами изобретений (всего получено 685 авторских свидетельств, из них 120 — по сварке взрывом) и 8 патентов.
Почётное звание «Заслуженный машиностроитель РСФСР» присвоено заместителю генерального директора ОАО «АНИТИМ» В. А. Черному и бригадиру Опытного завода Ю. В. Комарову, «Заслуженный конструктор Российской Федерации» — Ф. Г. Чулюкову, «Заслуженный изобретатель РСФСР» — И. З. Ясногородскому, Ю. А. Конону, Л. Б. Первухину и Б. Д. Цемаховичу.
Более ста сотрудников института за работы по различной тематике награждены дипломами, медалями ВДНХ СССР и Алтайского края.
За разработку технологии полугорячей высадки деталей стержневого типа и внедрение её в производство Осколков А. И. в 1980 году награждён Почетной грамотой Президиума Верховного Совета РСФСР, двое сотрудников стали лауреатами краевой премии И. И. Ползунова (В. С. Стрельченко в 1982 году и А. А. Бердыченко в 1985 году), трое стали лауреатами премии Ленинского комсомола, четверо — лауреатами краевой премии комсомола.
Разработки АНИТИМ были удостоены дипломов международных выставок — за создание телеметрической установки, диплома и Серебряной медали ВДНХ СССР в 1960 году (первая награда института) — за разработку и создание приборов активного контроля для Харьковского станкостроительного завода, Золотой медали ВДНХ СССР (присуждалась неоднократно) — за создание технологии полугорячей высадки, разработку конструкции и изготовление реализующей эту технологию установки «К-314», Золотой медали международной выставки «EXPO 85» — за разработку рецептуры состава и технологии очистки и термообработки отливок в расплавах солей, четырех Золотых медалей на Лейпцигской ярмарке в 1985 году — за разработку конструкции шлиценакатного станка М265, станка сварки трением, камеры для проведения сварки взрывом, технологии получения трехслойных металлических заготовок.
Пять членов коллектива (Вольферц Г. А., Конон Ю. А., Маслов В. К., Первухин Л. Б., Цемахович Б. Д.) в 1981 году за разработку и внедрение комплекса технологических процессов сварки взрывом изделий Министерства энергетического машиностроения СССР стали лауреатами премии Совета Министров.
За период с 1999 по 2007 год подано 80 заявок на изобретения и получено 65 патентов.
В 2002 году «АНИТИМ» стал лауреатом премии «Российский Национальный Олимп» в номинации «Выдающееся предприятие среднего и малого бизнеса России».
Члены коллектива «АНИТИМ» добились и спортивных достижений, чему во многом способствовал бессменный спортивный организатор Юрий Беликов. Сборная команда «АНИТИМ» — неоднократный призер краевых и всероссийских соревнований по альпинизму и туризму. Альпинисты неоднократно участвовали в сложных восхождениях (перевалы «АНИТИМ», «Мятежный») на Южно-Чуйском хребте Горного Алтая.
А. И. Осколков и В. Н. Ерёменко достойно представляли Алтайский край на Всероссийских соревнованиях по спортивному ориентированию, широкую известность приобрели сплавщики, не раз побеждавшие в соревнованиях по сплаву на реках Горного Алтая, мастер спорта международного класса по альпинизму Иван Плотников совершил восхождение на Эверест.